# The Tossers
The Tossers sono un gruppo Celtic punk formato da sei elementi, nato a Chicago, Illinois. Il termine risale a Shakespeare, e può significare "ubriaco" od identificare la moneta inglese che gli irlandesi rifiutarono dopo la loro indipendenza nel 1920.
Il gruppo ha preceduto altre band celtic punk più conosciute, quali Dropkick Murphys e Flogging Molly, essendosi queste formate rispettivamente nel 1996 e nel 1997.

## Storia del gruppo
I Tossers si formarono nel luglio del 1993, ad opera dei fratelli Duggins, Tony alla voce e al mandolino e Aaron al tin whistle. I due sono originari della South Side di Chicago, quartiere popolare raggiunto nel XIX secolo da numerose famiglie irlandesi, a seguito della disastrosa carestia che colpì il loro paese d'origine durante quel periodo. I Duggins riunirono nel gruppo il loro amore per le proprie origini e tradizioni e per la musica punk rock della loro adolescenza, rifacendosi a gruppi storici come i The Pogues. Sono stati in tour con diversi gruppi ed artisti del panorama punk rock statunitense, quali Dropkick Murphys, Flogging Molly, Mastodon e Clatch 22, oltre ad aver aperto proprio il concerto dei The Pogues a New York nel giorno di San Patrizio del 2007.

## Formazione

### Formazione attuale
- Tony Duggins - voce e mandolino
- Dan Shaw - basso e fisarmonica
- Aaron Duggins - tin whistle
- Mike Pawula - chitarra
- Rebecca Manthe - violino
- Bones - batteria

### Ex componenti
- Brian Dwyer - chitarra
- Clay Hansen - banjo
- Lynn Bower - voce
- Jason Loveall - violino
- Nate Van Allen - chitarra

## Discografia

### Album studio
- 1994 - The Pint of No Return
- 1996 - We'll Never Be Sober Again
- 2000 - Long Dim Road
- 2003 - Purgatory
- 2005 - The Valley of the Shadow of Death
- 2007 - Agony
- 2008 - On a Fine Spring Evening[1]
- 2013 - The Emerald City

### Album dal vivo
- 2004 - Live at The Metro 18 November 2004 (eMusic digital album)
- 2008 - Gloatin' and Showboatin': Live on St. Patrick's Day (CD/DVD)

### Raccolte
- 2001 - Communication & Conviction: Last Seven Years

### EP
- 2001 - The First League Out From Land

### Split
- 1998 - The Tossers/The Arrivals (split single)
- 2001 - Citizen Fish/The Tossers (split single)

### Apparizioni in compilation
- 2000 - Magnetic Curses: A Chicago Punk Rock Compilation con "The Crutch (Alternate Version)"
- 2002 - Love & Rebellion: A Thick Records Sampler con "The Pub (Alternate Version)"
- 2003 - OIL: Chicago Punk Refined con "Teehan's"